# Peromyscus sagax
Peromyscus sagax är en gnagare i släktet hjortråttor som förekommer i centrala Mexiko. Populationen listades tidvis som synonym till andra hjortråttor.
Denna gnagare blir utan svans 92 till 101 mm lång, svanslängden är 98 till 100 mm och vikten ligger vid 22 till 36 g. Arten har cirka 23 mm långa bakfötter och ungefär 20 mm stora öron. På ovansidan förekommer gråbrun päls och undersidan samt fötterna är täckta av vit päls. Exemplaren kan lätt förväxlas med Peromyscus levipes och Peromyscus gratus.
Arten förekommer i bergstrakter i delstaten Michoacán. Den vistas i regioner som ligger 1300 till 1700 meter över havet. Habitatet utgörs av buskskogar med kaktusar av släktet Opuntia och av skogar med tallar och ekar. Individerna är nattaktiva och har frön, frukter och gröna växtdelar som föda. I genomsnitt föder honor under våren 3,6 ungar per kull. Sällan äts ryggradslösa djur.
Beståndet hotas av landskapets omvandling till betesmarker. Populationens storlek är okänd. IUCN listar arten med kunskapsbrist (DD).